# Sergeant Bluff, Iowa
Sergeant Bluff là một thành phố thuộc quận Woodbury, tiểu bang Iowa, Hoa Kỳ. Năm 2010, dân số của thành phố này là 4227 người.

## Dân số
Dân số qua các năm:
- Năm 2000: 3321 người.
- Năm 2010: 4227 người.